# Reagy Ofosu
Reagy Baah Ofosu (n. 20 septembrie 1991, Hamburg, Germania) este un fotbalist german liber de contract, care joacă pe post de mijlocaș lateral.